# Символ биткойна
Символ или знак биткойна (₿) — типографский символ, который входит в группу «Символы валют» (англ. Currency Symbols) стандарта Юникод для краткого представления криптовалюты биткойн. Официальное название — Bitcoin sign (англ.); код — U+20BF.
На практике широко используются аббревиатуры XBT и BTC, которые имитируют трёхбуквенные коды стандарта ISO 4217, но в нём не описаны.

## Начертание
Символ «₿» образован от первой буквы названия криптовалюты биткойн на английском языке (англ. bitcoin) и, как правило, представляет собой заглавную латинскую букву «B», перечёркнутую двумя вертикальными линиями, которые видны только в виде штрихов над и под буквой и не просматриваются сквозь неё. При этом в зависимости от используемого шрифта некоторые начертания знака могут отличаться от описанного.

## История создания
Первоначально символ биткойна представлял собой аббревиатуру «BC», образованную от первых букв двух частей названия криптовалюты на английском языке (bit — бит и coin — монета). В таком виде он был изображён на иконке первой версии клиентского программного обеспечения Bitcoin, выпущенного в 2008 году.
Современный символ (₿) появился 16 декабря 2009 года на иконке второй версии клиентской программы, и фактически его автором считается сам легендарный создатель системы Сатоси Накамото. По своей конструкции символ напоминал большинство знаков других валют (в частности, символ доллара — $) и явно демонстрировал желание создателей биткойна его признания в качестве полноценной денежной единицы. Знак стал эмблемой криптовалюты, а его версии были включены в несколько шрифтовых гарнитур с открытыми лицензиями. В 2010 году член сообщества с ником Pander несколько изменил эмблему, оставив без изменения саму графему — букву «B» с двумя штрихами сверху и снизу, которые представляют собой окончания вертикальных линий. Автором современной эмблемы является участник сообщества с ником Bitboy (его предложение было принято в конце того же 2010 года): у символа появился наклон вправо на 14°, его цвет стал белым, а фон — оранжевым.
Первую заявку на включение символа в стандарт «Юникод» в 2011 году подал Сандер ван Головин, но она была отклонена. Вторая, лучше подготовленная попытка, предпринятая Кеном Шерифом, завершилась в 2017 году появлением знака в стандарте.
До появления символа биткойна в «Юникоде», помимо аббревиатуры «BC», для его краткого представления мог служить символ бата (฿). Считается, что эта идея принадлежит пользователю с ником NewLibertyStandard (он известен тем, что 12 января 2009 года вместе с Марти Малми участвовал в первом в истории обмене биткойнов на доллары: первый заплатил второму 5,02 доллара за 5050 биткойнов). Однако предложение не получило широкой поддержки сообщества: во-первых, это сразу же грозило неоднозначностью (один и тот же символ представлял бы и биткойн, и бат); во-вторых, знак бата, будучи редко используемым на глобальном рынке, отсутствовал во многих популярных шрифтах; в третьих, символ бата отличался от изображения биткойна на клиентской иконке тем, что имел одну (как правило, сплошную), а не окончания двух вертикальных линий, хотя в случае с многими другими символами валют (например, со знаками доллара или фунта) число горизонтальных, вертикальных или наклонных линий не имеет значения — и с одной, и с двумя линиями это символ той же денежной единицы. Но для символа биткойна две черты являются его критичным отличием от символа бата.
Ещё одна альтернатива, предполагавшая использование символа, который уже был включён в «Юникод», — латинская заглавная буква «B» с горизонтальной чертой в левой нижней части, или «B со штрихом» (Ƀ, U+0243). Также высказывались предложения остановиться на строчной греческой букве «бета» (β).
Сообщество владельцев биткойнов обсуждало ещё один вариант — сочетание латинской буквы «B» (U+0042) и символа «комбинируемая двойная вертикальная черта» (⃦), занимающего в «Юникоде» позицию 20E6. Но поскольку двойная черта реализована не во всех шрифтах, комбинированный символ (B⃦) варьируется от нечитаемого до уродливого.

## Использование
Символ биткойна был включен в версию 10.0 стандарта «Юникод», вышедшую 20 июня 2017 года. Он используется в качестве типографского символа для представления одноименной денежной единицы и с поворотом вправо на 14 градусов как элемент логотипа поддерживающей её платёжной системы.
Тот же символ, но с наклоном в другую сторону, входит в состав логотипа критовалюты Bitcoin Cash, являющейся форком биткойна. Он также лежит в основе логотипа другого форка — Bitcoin Gold и, очевидно, многих других криптовалют и связанных с ними сервисов.

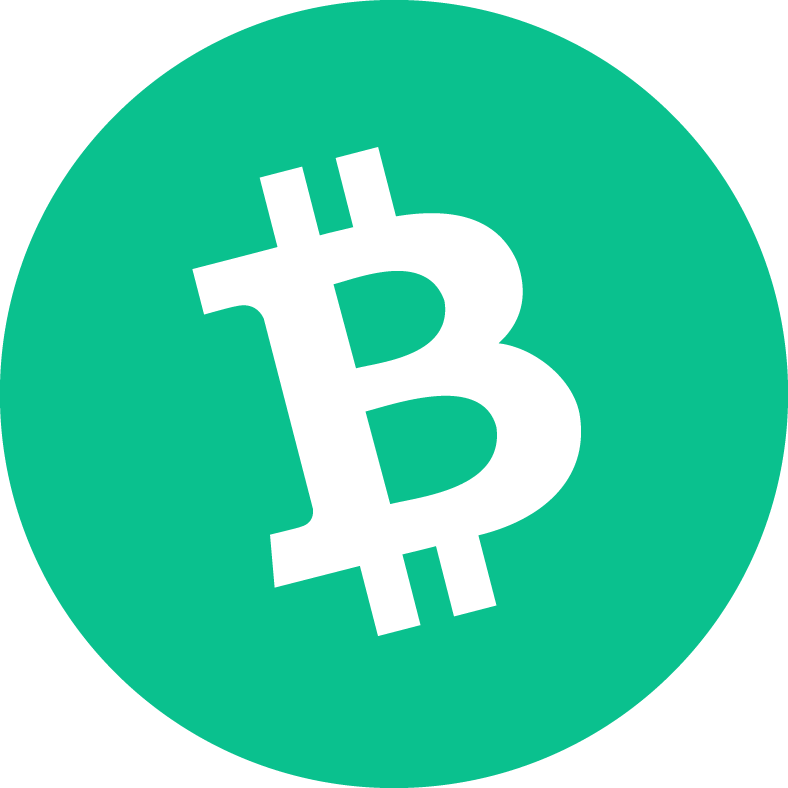
Bitcoin Cash
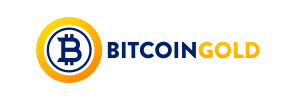
Bitcoin Gold
Bitcoin Private

## Символы других криптовалют

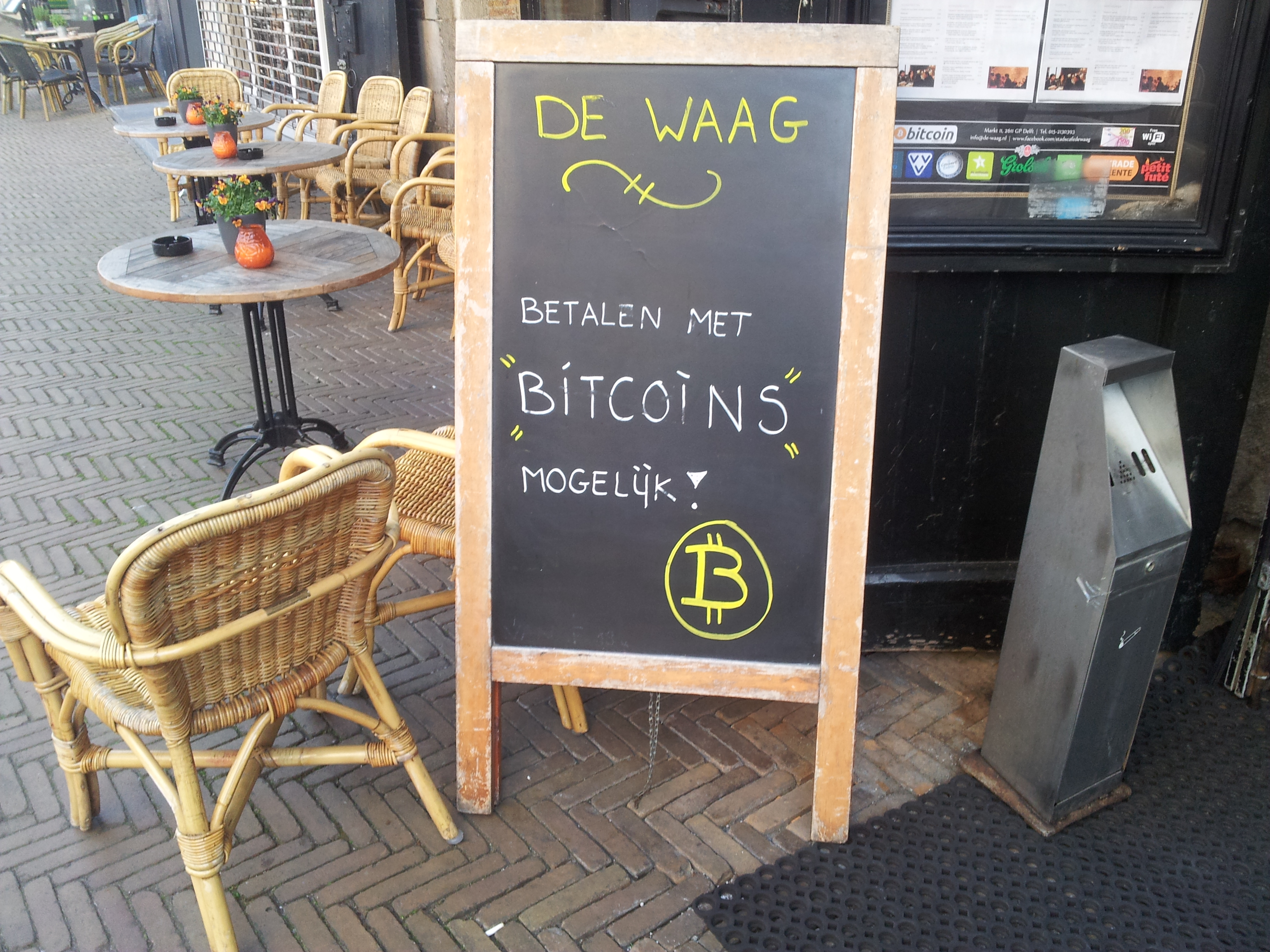
Символ биткойна на переносном рекламном стенде кафе в Делфте (Нидерланды, 2013 год)

В отличие от владельцев биткойнов, сообщества, сформировавшиеся вокруг других популярных криптовалют, как правило, используют для их краткого представления универсальные символы, которые уже включены в «Юникод»: Dogecoin — Đ (U+0110), Ethereum — Ξ (U+039E), Litecoin — Ł (U+0141), Namecoin — ℕ (U+2115), Peercoin — Ᵽ (U+2C63), Primecoin — Ψ (U+03A8) и т. п. Другой популярный вариант — обозначение таких денежных единиц тикерами в виде аббревиатур, которые имитируют трёхбуквенные коды стандарта ISO 4217: Dogecoin — XDG, Ethereum — ETH, Litecoin — LTC, Namecoin — NMC, Peercoin — PPC, Primecoin — XPM, Ripple — XRP и т. п.

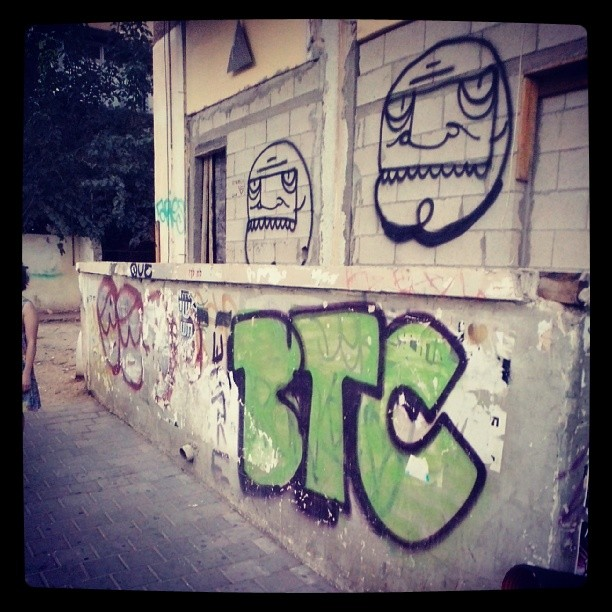
Тикер биткойна в виде граффити (Тель-Авив, Израиль)

Для представления биткойнов используются два сокращения, имитирующих коды ISO — XBT и BTC. Исторически раньше появилась аббревиатура «BTC». Считается, что предложение о её использовании принадлежит члену сообщества с ником NewLibertyStandard. При этом она лишь имитировала трёхбуквенный код ISO 4217 или тикеры обычных акций на Нью-Йоркской фондовой биржи (NYSE), но планов её включения в стандарт, вероятнее всего, не было. В результате роста стоимости биткойнов и вовлечения в операции с ними большого числа участников такие планы появились. Однако в соответствии с практикой Международной организации стандартизации (ISO) трёхбуквенные коды валют, как правило, образуются из двухбуквенного кода страны-эмитента в стандарте ISO 3166-1 и первой буквы в названии валюты на латинице (US+D=USD — доллар США; RU+R=RUR — первый код российского рубля). В соответствии с этим правилом, «BT» — код Бутана, следовательно у кода биткойна с таким началом перспектив для включения в стандарт ISO 4217 нет. В связи с этим позже у биткойна появился код «XBT», который построен по правилам ISO для коллективных валют и валютных ценностей: в таких случаях код, как правило, начинается с буквы «X», за которой следует тот или иной идентификатор валюты или ценности. Например, код золота — «XAU», где «AU» — его символ, условное обозначение, а код восточно-карибского доллара — «XCD», где «CD» — первые буквы в коротком названии валюты на английском языке (caribbean dollar). В отличие от «BTC», код «XBT» вполне соответствует этому принципу и имеет шансы на включение в стандарт ISO 4217. Соответствующая заявка направлена в Международную организацию стандартизации, но пока не получила одобрения.
Примеры тикеров, кодов, символов и логотипов некоторых криптовалют
| Криптовалюта | Тикер (код) | Символ (Юникод) | Логотип (графический символ, эмблема) |
| ------------ | ----------- | --------------- | ------------------------------------- |
| Ada          | ADA         | ₳ (U+20B3)      |                                       |
| Биткойн      | XBT, BTC    | ₿ (U+20BF)      |                                       |
| Bitcoin Cash | BCH         | н/д             |                                       |
| Dogecoin     | XDG, DOGE   | Đ (U+0110)      | Non-free (изображение не свободно)    |
| Ethereum     | ETH         | Ξ (U+039E)      |                                       |
| Libra        | —           | ≋ (U+224B)      |                                       |
| Litecoin     | LTC         | Ł (U+0141)      |                                       |
| Namecoin     | NMC         | ℕ (U+2115)      |                                       |
| Peercoin     | PPC         | Ᵽ (U+2C63)      | н/д                                   |
| Primecoin    | XPM         | Ψ (U+03A8)      |                                       |
| Tether       | USDT, EURT… | ₮ (U+20AE)      |                                       |